# Conniella
Conniella és un gènere de peixos de la família dels làbrids i de l'ordre dels perciformes.

## Taxonomia
- Conniella apterygia (Allen, 1983)[2][3][4][5]